# Alexander Lukitsch Ptuschko
Alexander Lukitsch Ptuschko (russisch Александр Лукич Птушко; * 6. Apriljul. / 19. April 1900greg. in Luhansk, Russisches Kaiserreich, heute Ukraine; † 6. März 1973 in Moskau) war ein sowjetischer Filmregisseur und Drehbuchautor. Seine Verfilmungen russischer Märchen und Sagen wirkten stilbildend und waren auch tricktechnisch ihrer Zeit voraus.

## Leben und Leistungen

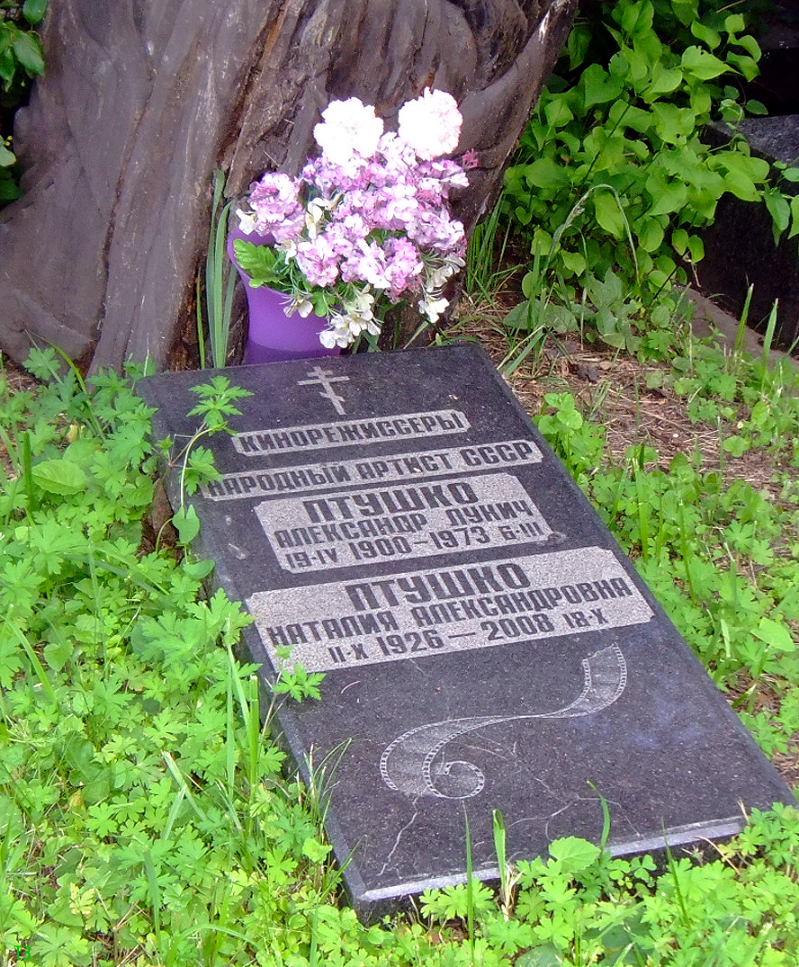
Grabstein von Alexander und Natalja Ptuschko

Alexander Ptuschko studierte von 1923 bis 1926 am Plechanow-Institut für Wirtschaft in Moskau, wandte sich aber danach dem Trickfilm zu. Ab 1927 gehörte er dem Mosfilmstudio an und drehte zunächst kurze Puppentrickfilme; 1935 dann mit Der neue Gulliver den weltweit ersten Puppentrickfilm in Spielfilmlänge. In den Folgejahren war er vornehmlich als Spezialeffekt-Regisseur an den Filmen anderer Regisseure beteiligt, zunächst für Mosfilm und während des Zweiten Weltkrieges für Kasachfilm in Alma-Ata. Nach Kriegsende wandte er sich dem Realfilm zu, Die steinerne Blume, sein erstes Werk in dieser Schaffensphase, war ein internationaler Erfolg. Danach entstanden noch acht weitere Werke, nach dem Drama  Drei Begegnungen konzentrierte Ptuschko sich ausschließlich auf den Kinder- und Märchenfilm. Er drehte mit bekannten Schauspielern wie Michail Janschin, Ninel Myschkowa und Michail Trojanowski. Ein häufiger Darsteller in seinen Filmen war Sergei Martinson.
Neben seiner aktiven Filmtätigkeit hatte er von 1932 bis 1949 außerdem eine Professur am heutigen Gerassimow-Institut für Kinematographie inne und war von 1944 bis 1946 Leiter des Sojusmultfilmstudios.
Ptuschko starb wenige Wochen vor seinem 73. Geburtstag und fand auf dem Nowodewitschi-Friedhof, Abschnitt 7 / Reihe 3, in Moskau die letzte Ruhe. Das Grab wird heute von einer Holzskulptur verziert.
Seine 1926 geborene Tochter Natalja arbeitete seit 1957 als Regieassistentin für Mosfilm, darunter mehrmals mit ihrem Vater zusammen. Sie starb am 18. Oktober 2008 und wurde neben ihm beigesetzt.

## Ehrungen und Reputation
Ptuschko war Träger folgender Titel und Auszeichnungen:
- zweimal Orden des Roten Banners der Arbeit
- Ehrenzeichen der Sowjetunion
- Jubiläumsmedaille „Zum Gedenken an den 100. Geburtstag von Wladimir Iljitsch Lenin“
- Medaille „Für heldenmütige Arbeit im Großen Vaterländischen Krieg 1941–1945“
- Jubiläumsmedaille 800 Jahre Moskau
- Titel Verdienter Künstler der RSFSR (1935)
- Titel Volkskünstler der RSFSR (1957)
- Titel Volkskünstler der UdSSR (1969)

Auch Ptuschkos Filme wurden mehrfach prämiert:
- Der neue Gulliver (Bester Programmfilm auf Filmfestspielen von Venedig 1935)
- Die steinerne Blume (Bester Farbfilm bei den Filmfestspielen von Cannes 1946, Stalinpreis I. Klasse 1947)
- Sadko (Silberner Löwe bei den Filmfestspielen von Venedig 1953)
- Das goldene Schlüsselchen (Ehrenpreis für die Regie beim Jugoslawischen Filmfestival 1956)
- Ilja Muromez (Ehrenpreis beim Edinburgh International Film Festival 1958)
- Das Märchen von der verlorenen Zeit (Regiepreis beim Gottwaldov Kinder- und Jugendfilmfestival 1965)
- Das Märchen vom Zaren Saltan (Filmpreis beim Allunionsfilmfestival 1968 in Leningrad)
- Ruslan und Ljudmila (Spezialpreis der Jury beim Salerno Kinderfilmfestival)

Dem Schaffen von Ptuschko und Alexander Rou ist das 2018 erschienene Buch Птушко. Роу: мастер-класс российского кинофэнтези (Ptuschko. Rou: master-klass rossiskowo kinofentesi) von N. J. Sputnizkaja gewidmet. In selbigem wird auch auf den Vergleich des tschechischen Künstlers Jiří Trnka („tschechischer Ptuschko“) mit Alexander Ptuschko verwiesen.
In Anlehnung an seine Animationsfilme bezeichnete ihn die New York Times als „sowjetischen Walt Disney“.

## Filmografie
als Regisseur:
- 1928: Случай на стадионе (Slutschai na stadione) – auch Drehbuch
- 1929: Сто приключений (Sto prikljutscheni) – auch Drehbuch
- 1930: Кино в деревню (Kino w derewnju) – Ko-Regie mit I. Nikittschenko
- 1930: Крепи оборону! (Krepi oboronu) – auch Drehbuch
- 1932: Властелин быта (Wlastelin byta) – auch Ko-Drehbuch mit Nikolai Renkow
- 1935: Der neue Gulliver (Nowy Gulliwer) – auch Ko-Drehbuch mit Serafima Roschal und Grigori Roschal
- 1937: Веселые музыканты (Weselye musykanty) – auch Drehbuch
- 1937: Сказка о рыбаке и рыбке (Skaska o rybake i rybke) – auch Drehbuch
- 1939: Das goldene Schlüsselchen (Solotoi kljutschik)
- 1946: Die steinerne Blume (Kamenny zwetok)
- 1948: Und wieder zusammen / Drei Begegnungen (Tri wstretschi) – Ko-Regie mit Sergei Jutkewitsch und Wsewolod Pudowkin
- 1953: Lockendes Glück (Sadko)
- 1956: Ilja Muromez
- 1959: Das gestohlene Glück (Sampo)
- 1961: Das purpurrote Segel (Alye parusa)
- 1964: Das Märchen von der verlorenen Zeit (Skaska o poterjannom wremenu)
- 1966: Das Märchen vom Zaren Saltan (Skaska o zare Saltane) – auch Ko-Drehbuch mit Igor Gelein
- 1973: Ruslan und Ljudmila (Ruslan i Ljudmila) – auch Drehbuch

als Regisseur der Spezialeffekt-Sequenzen:
- 1935: Аэроград (Aerograd) – Regie: Alexander Dowschenko
- 1936: Дети капитана Гранта (Deti kapitana Granta) – Regie: Wladimir Wainschtok
- 1942: Батыры степей (Batyry stepei) – Regie: Grigori Roschal und Wera Strojewa
- 1942: Парень из нашего города (Paren is naschewo goroda) – Regie: Alexander Stolper und Boris Iwanow
- 1942: Der Sekretär des Gebietskomitees (Sekretar raikoma) – Regie: Iwan Pyrjew
- 1944: Зоя (Soja) – Regie: Leo Arnstam und Ilja Fres
- 1944: Небо Москвы (Nebo Moskwy) – Regie: Juli Raisman
- 1967: Вий (Wi) – Regie: Konstantin Jerschow und Georgi Kropatschew – auch Ko-Drehbuch mit Jerschow und Kropatschew

als Drehbuchautor:
- 1936: Репка (Repka) – Regie: Sarra Mokil
- 1937: Завещание (Saweschtschanie) – Regie: Iossif Skljut
- 1937: Лиса и волк (Lisa i wolk) – Regie: Sarra Mokil
- 1937/38: Пёс и кот (Pjos i kot) – Regie: Lew Atamanow – Ko-Drehbuch mit Atamanow
- 1938: Маленький-удаленький (Malenki-udalenki)
- 1962: Фитиль (Накрыли) (Fitil (Nakryli))